# Великополе
Великополе (укр. Великополе) — село в Ивано-Франковской поселковой общине Яворовского района Львовской области Украины.
Население по переписи 2001 года составляло 633 человека. Занимает площадь 1,45 км². Почтовый индекс — 81075. Телефонный код — 3259.

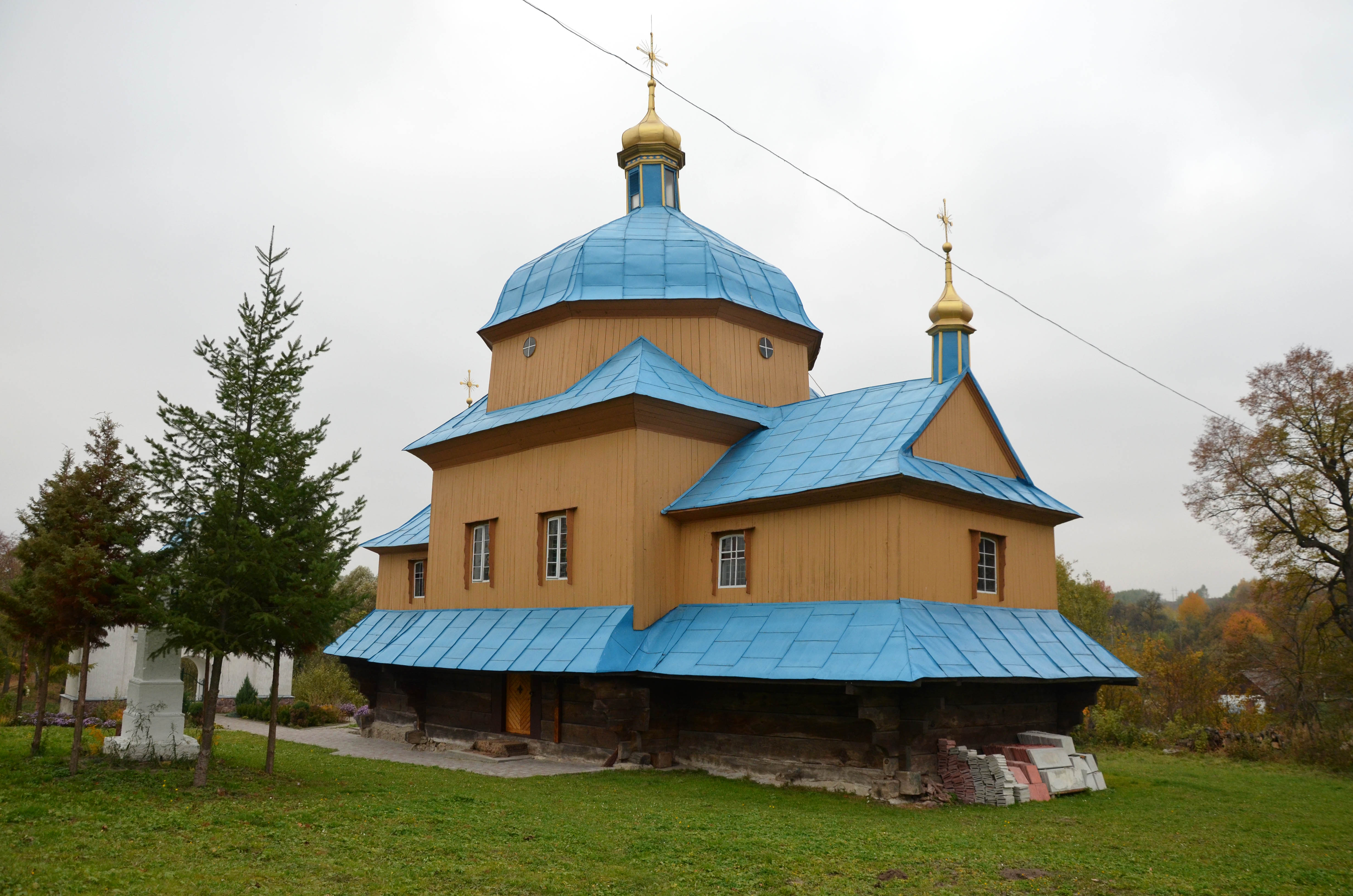
Церковь Собора Богородицы, 1781